# Fidenza–Fornovo-vasútvonal
A Fidenza–Fornovo-vasútvonal egy vasútvonal Olaszországban Fidenza és Fornovo di Taro között. A vasútvonal 1435 mm-es nyomtávolságú, 25 km hosszú, 3000 V-os, egyenáramú villamos vontatásrel villamosított.